# Balduina atropurpurea
Balduina atropurpurea là một loài thực vật có hoa trong họ Cúc. Loài này được R.M.Harper mô tả khoa học đầu tiên năm 1901.